# Llanes
Llanes es un concejo de la comunidad autónoma del Principado de Asturias en España. Ostenta el título de «Muy noble y leal villa». Tiene una superficie de 263,59 km², cuenta según el padrón municipal para 2017 del INE con 13 759 habitantes y una densidad de 52,2 hab./km².
La villa de Llanes está situada al borde del mar Cantábrico, cerca de los Picos de Europa, con numerosas playas y una buena conservación de su patrimonio monumental lo que propicia que el turismo sea una de las mayores áreas de actividad. Su puerto mantiene alguna actividad pesquera.
La población actual está asentada sobre la antigua circunscripción administrativa de Aquilare (Aguilar), documentada antes del siglo XII y vinculada al castillo de Aguilar. En el siglo XIII, la llamada Puebla de Aguilar obtiene fuero otorgado por Alfonso IX de León convirtiéndose en la villa de Llanes.

## Toponimia
En virtud del decreto 32/2005 de 21 de abril de 2005, publicado en el Boletín Oficial del Principado de Asturias el 6 de mayo, fueron aprobadas las formas oficiales de los topónimos de las parroquias y lugares del concejo de Llanes, pasando a ser oficiales en todos los casos las denominaciones en asturiano.

## Geografía

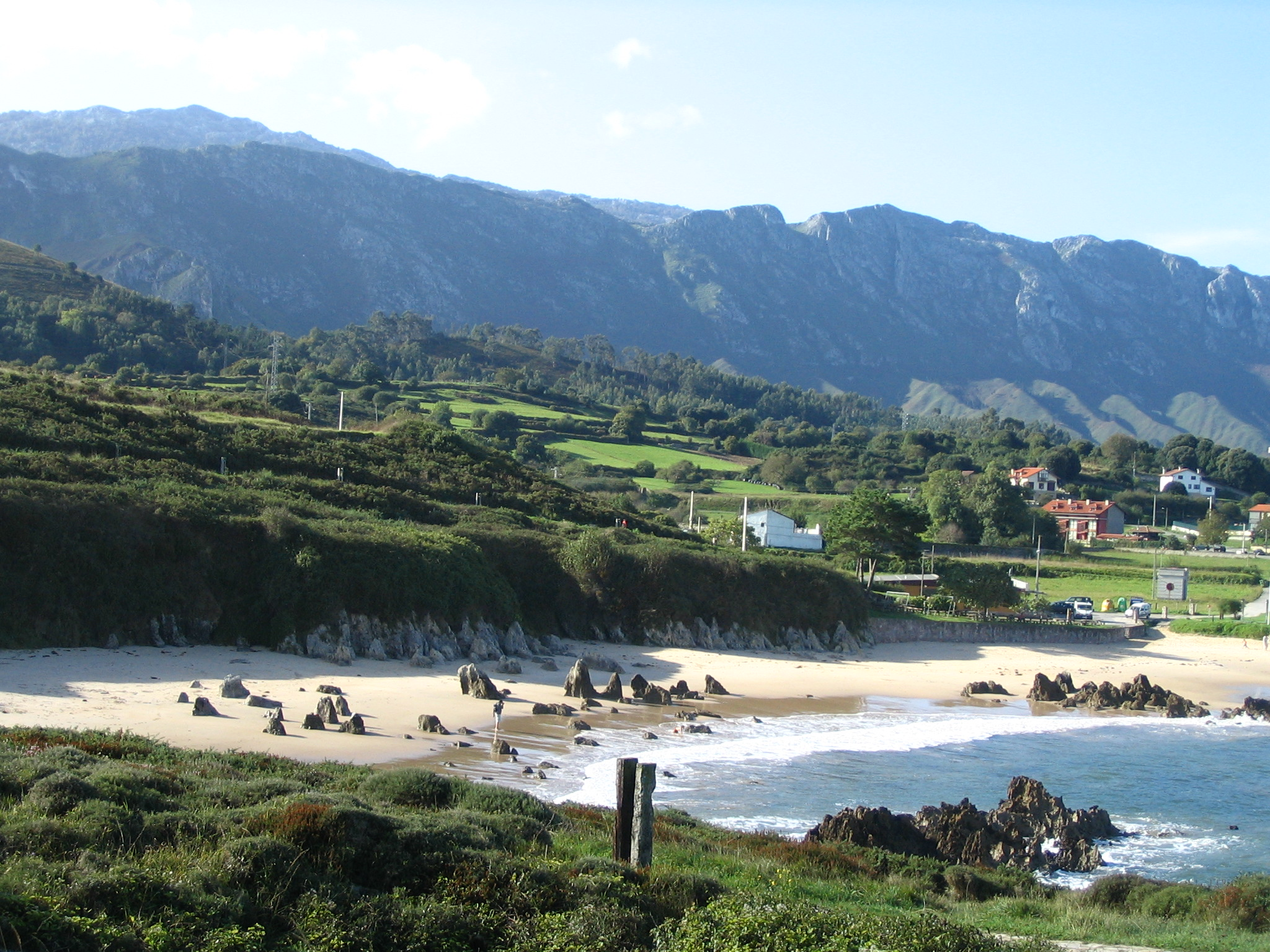
Playa de Toró

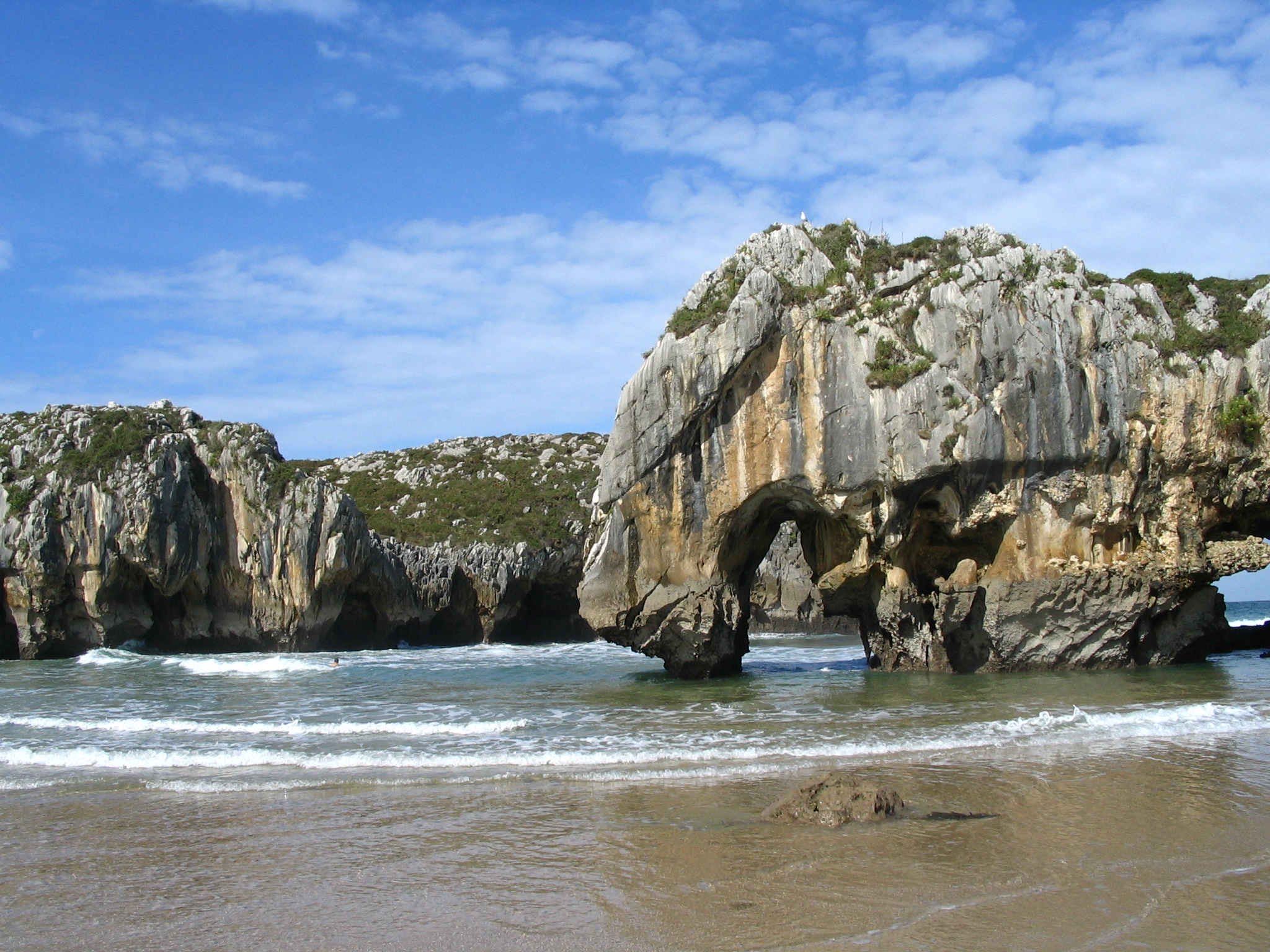
Playa de Cuevas del Mar

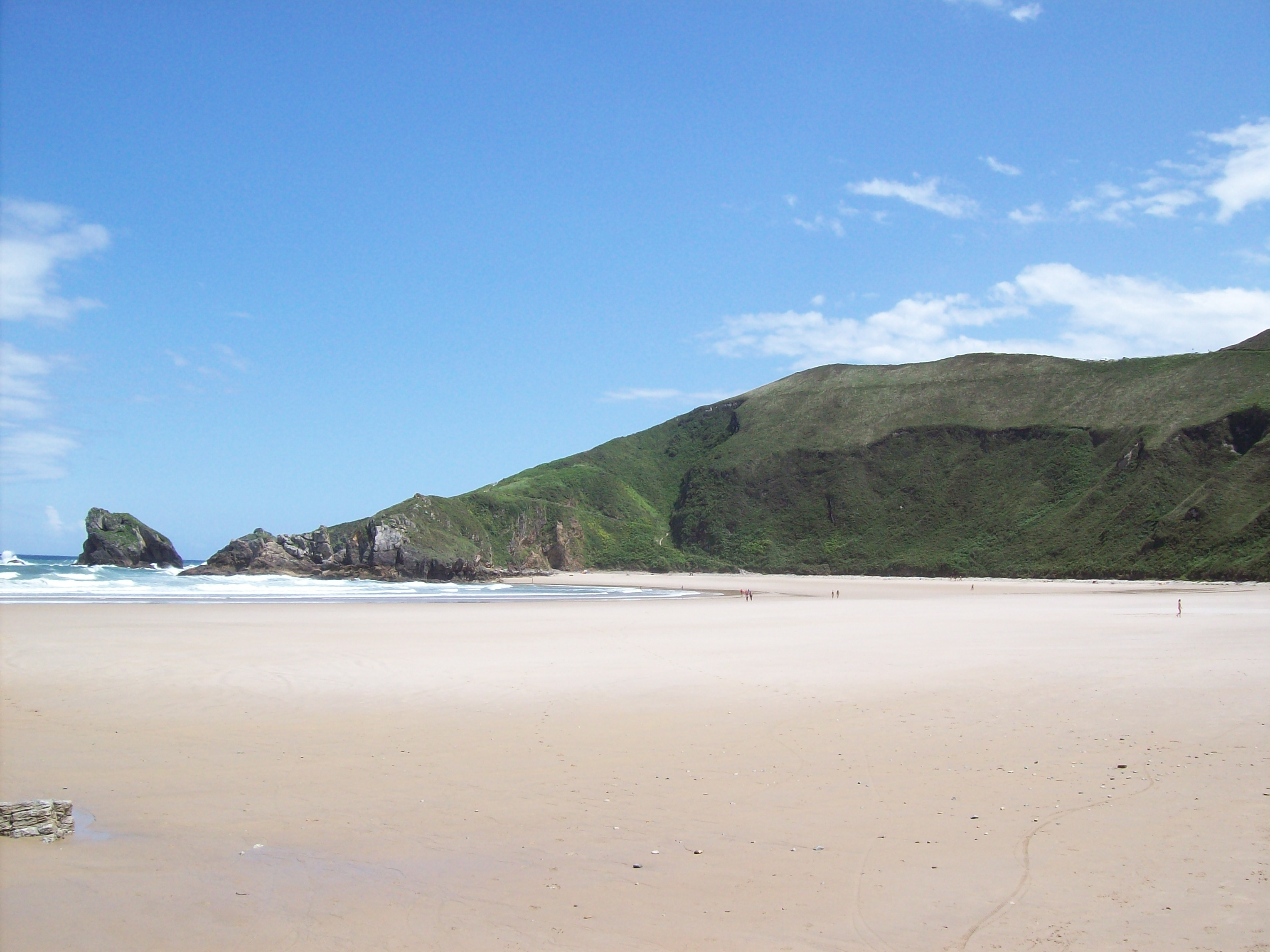
Playa de Torimbia

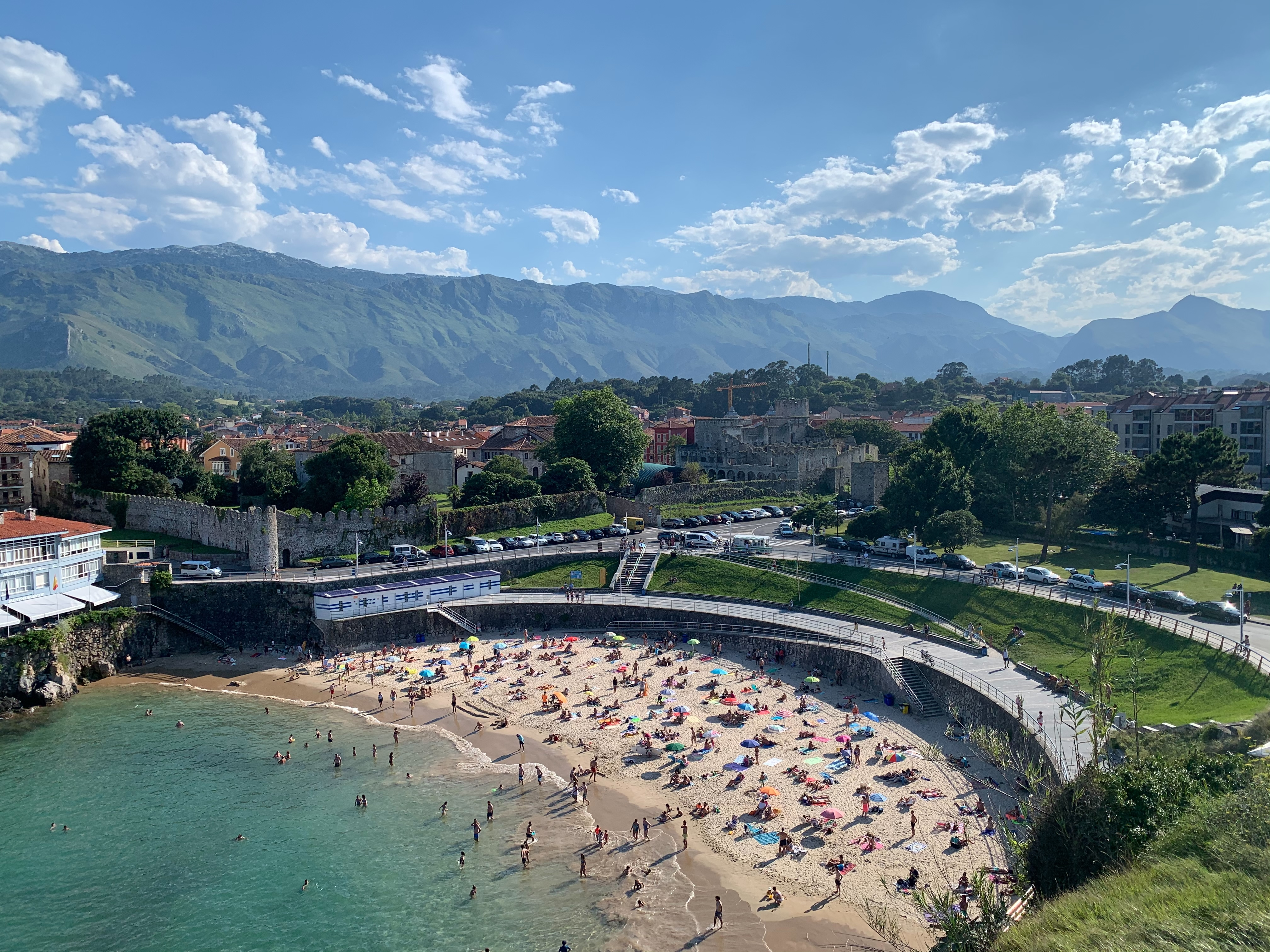
Playa de Llanes

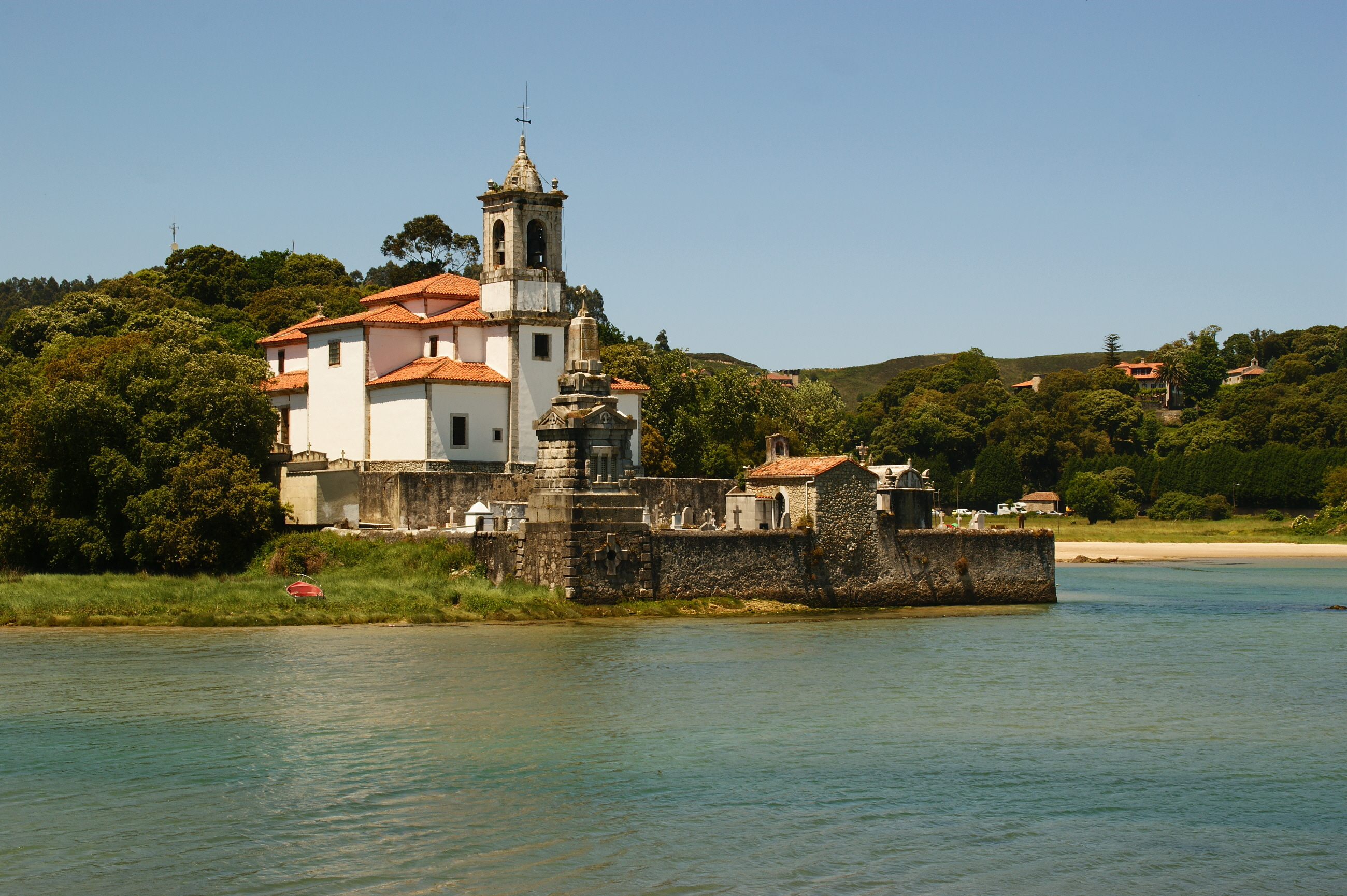
Iglesia y cementerio en la playa de Niembro

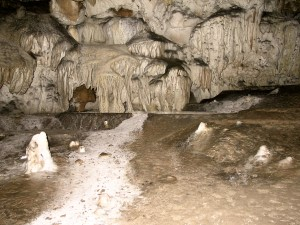
Formaciones de Calcita en la cueva Bolado

Parte de su territorio está integrado en diferentes figuras de protección como por ejemplo el paisaje protegido de la Sierra del Cuera y el paisaje protegido de la Costa Oriental de Asturias.

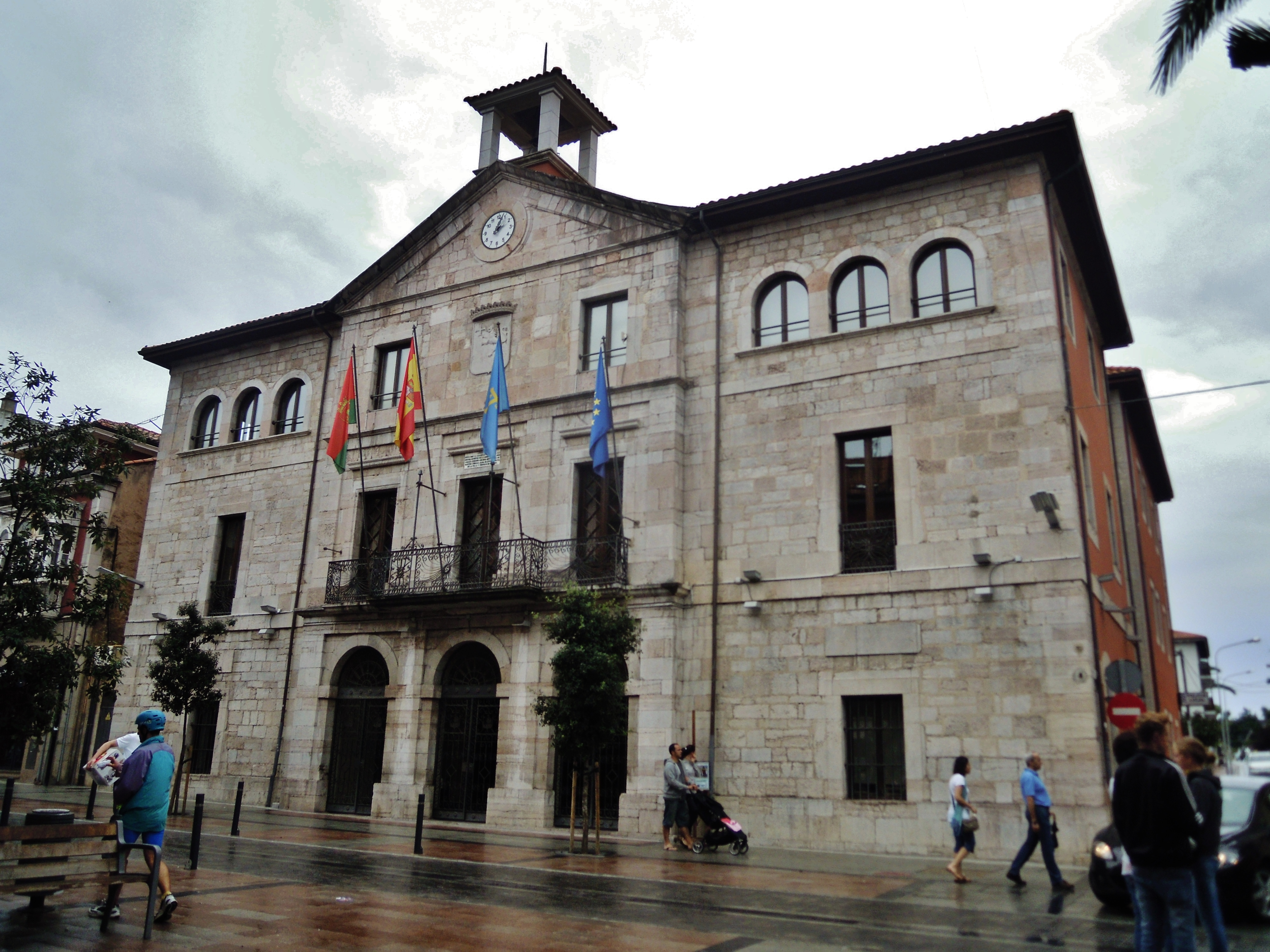
Casa consistorial de Llanes

Integrado en la comarca de Oriente, el concejo se extiende entre las estribaciones de la sierra de Cuera y los Picos de Europa y el mar Cantábrico, incluyendo cerca de 30 kilómetros a lo largo de la costa en el extremo oriental de la región, por lo que cuenta con numerosas playas.
Limita al norte con el mar Cantábrico, al sur con Onís, Cabrales, Peñamellera Alta y Peñamellera Baja, al este con Ribadedeva y al oeste con Cangas de Onís y Ribadesella. El concejo está formado por 28 parroquias siendo el núcleo urbano de Llanes, donde se ubica el ayuntamiento, el más importante y con más población.
La altitud oscila entre los 1182 m al sur (Peña Blanca), en la sierra de Cuera, y el nivel del mar. El pueblo se alza a 11 m sobre el nivel del mar. 
| Noroeste: Mar Cantábrico | Norte: Mar Cantábrico                  | Noreste: Mar Cantábrico   |
| Oeste: Ribadesella       |                                        | Este: Ribadedeva          |
| Suroeste: Cangas de Onís | Sur: Onís, Cabrales y Peñamellera Alta | Sureste: Peñamellera Baja |

### Hidrografía
Los ríos asturianos, como todos de la vertiente cantábrica son cortos y de régimen fluvial muy variable. Por el término municipal de Llanes pasan el río Nueva, el Bedón, el Purón y el río Cabra. El Carrocedo, que nace en la sierra del Cuera, desemboca por la villa de Llanes, formando la ría en cuyos márgenes se asienta la población.

### La costa
La costa está formada por acantilados y playas. La marea es amplia con desniveles entre la bajamar y la pleamar que oscilan entre 4 m en mareas vivas y 1,5 m de mareas muertas. La temperatura del agua oscila entre los invernales 11 °C y los estivales 19 °C.
En varios puntos de la costa del concejo se da el fenómeno geológico denominado bufón, agujeros creados por la erosión a pocos metros del borde de ciertos acantilados comunicados con el mar, por los que salen columnas de agua de mar pulverizada por efecto de la presión de las olas.
Los más famosos son: los Bufones de Pría, los Bufones de Arenillas, el Bufón de Santiuste y el Bufón de Santa Clara.

#### Playas
En la costa de Llanes se abren cuarenta playas de arena. Estas playas están repartidas por las diferentes aldeas que conforman el concejo.
Llames de Pría
- Playa de Guadamía

Villanueva de Pría
- Playa de El Canal

Nueva
- Playa de Cuevas del Mar
- Playa de San Antonio o Picones

Hontoria
- Playa de Salmoreda
- Playa de La Huelga

Naves
- Playa de Gulpiyuri
- Playa de San Antolín

Barro
- Playa de Punta Pestaña
- Playa de Torimbia (nudista)
- Playa de Valle
- Playa de Toranda o Niembro
- Playa de La Entrada
- Playa de Barro
- Playa de Sorraos

Celorio
- Playa de Troenzo
- Playa de La Tallada
- Playa de Borizo
- Playa de La Cabrera
- Playa de Palombina
- Playa de Las Cámaras
- Playa de La Nixón
- Playa de San Martín
- Playa de Portiellu

Poo de Llanes
- Playa de Almenada
- Playa de Poo

Llanes
- Playa de El Sablón
- Playa de Las Mujeres
- Playa de Puerto Chico
- Toró

Cué
- Playa de El Portiellu (nudista)
- Playa de Cué / Antilles
- Playa de Ballota (nudista)

Andrín
- Playa de Andrín

Vidiago
- Playa de Vidiago

Pendueles
- Playa de Pendueles Castiello

Buelna
- Playa de Entremares
- Playa de Buelna
- Playa de Cobijero
- Playa de Las Gaviotas, Acacia o Jorconera.
- Playa de San Martín (nudista)
- Playa de Puerto Chicu

Hay también playas interiores que se forman a pocos metros del mar tras el acantilado. En ellas en agua del mar entra a través de pequeñas cuevas.
- Cobijeru
- Gulpiyuri

### Montañas
De todo el concejo de Llanes la zona sur está dominada por un muro de montañas calizas tras las que se encuentran las cumbres de la sierra del Cuera. En los valles se desarrollan sistemas kársticos donde hay abundantes cuevas.
El valle de La Llosa de Viango es el de mayor extensión. A diferencia de las alturas de los Picos de Europa al sur, estos valles son verdes y dedicados al pastoreo.

#### Cuevas
El concejo cuenta con numerosas cuevas, incluyendo un sitio de interés arqueológico en Nueva, y la Cueva Bolado (43°24′04″N 4°45′51″O / 43.40111, -4.76417) cerca de La Pereda que también contiene arte antiguo y pasos abiertos.
Hay también varios sistemas importantes de cuevas, incluyendo
- El sistema Las Bolugas-Caldueñín, bajo El Mazucu (43°22′48″N 4°51′54″O / 43.38000, -4.86500)
- El sistema Rales (43°24′43″N 4°53′39″O / 43.41194, -4.89417)
- El Cuevón de Pruneda, al sur de Purón (43°22′39″N 4°43′23″O / 43.37750, -4.72306).

Estos sistemas fueron sistemáticamente explorados por vez primera por espeleólogos del Club de Espeleología de la Universidad de Oxford (OUCC) y de Speleogroup.

## Historia

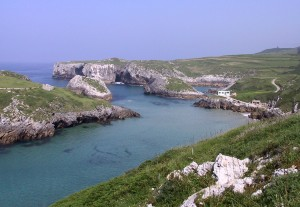
Vista costera de Cué

### Prehistoria
La presencia humana en este territorio se remonta a la época del Paleolítico Inferior, de la que se tiene constancia de una serie de restos líticos aparecidos en La Riera y en la cueva de Balmori y restos del periodo Medio como los de la cueva de Arnero o del Superior como los hallados en las cuevas del Cueto de la Mina. Se puede decir que en el concejo de Llanes están representadas todas las etapas de nuestra prehistoria. De la época magdaleniense hay restos en las cuevas de La Ribera y Balmori. De la edad de hierro hay escasez de restos, así como de la época prerromana y romana donde no aparecen restos de castros, aunque sí han llegado otras muestras como una lápida dedicada a la diosa Manes.

### Edades Media y Moderna

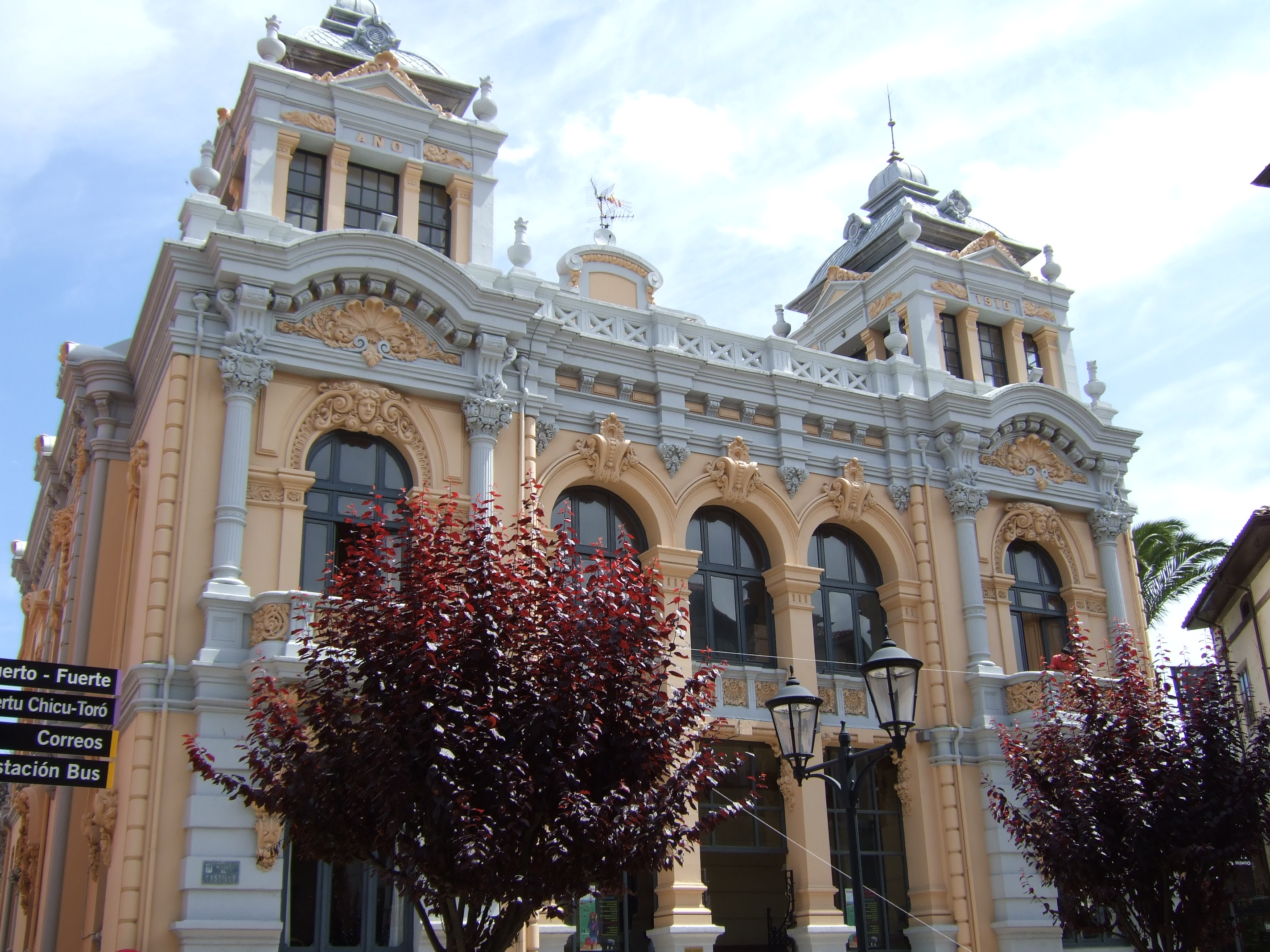
Casino de Llanes

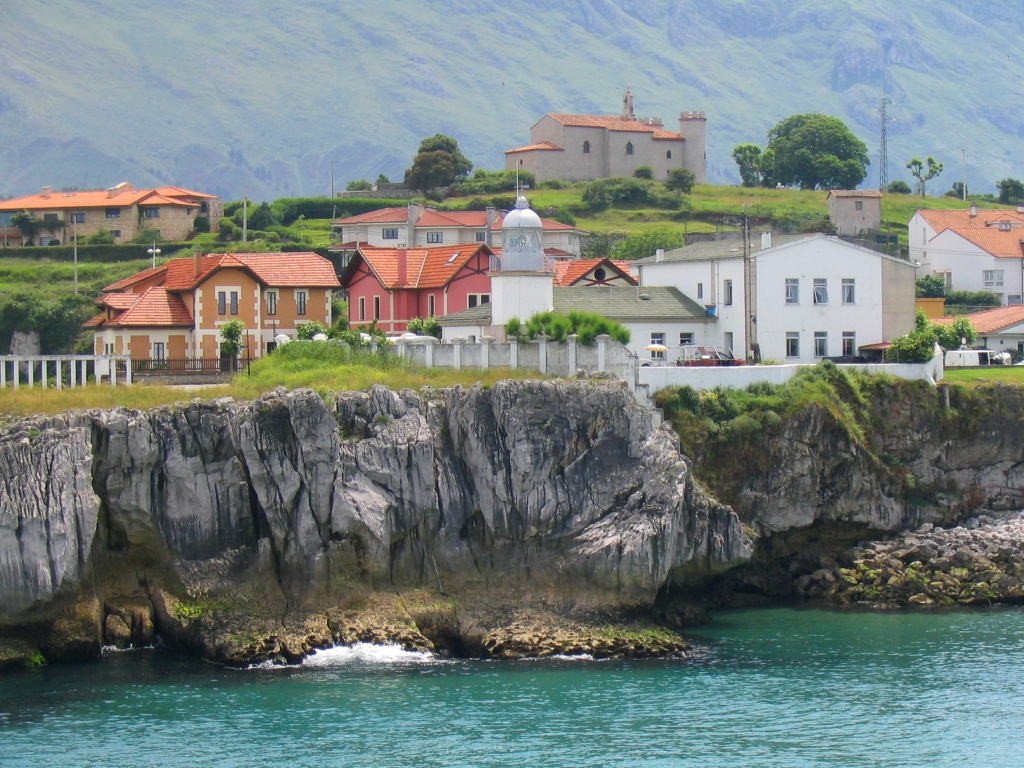
Faro de Llanes

En la Edad Media, estas tierras eran llamadas tierras del Aguilar (y la villa de Llanes Puebla de Aguilar), su centro administrativo estaba en el castillo de Soberrón, situado en la sierra del Cuera, donde aún afloran sus restos, La ordenación del territorio está repartida entre las instituciones religiosas, así el monasterio de San Salvador de Celorio del siglo XII y la nobleza local como don Alfonso Suárez y doña Cristilde figuran al frente de un gran patrimonio. Alfonso IX concede posiblemente en 1225 la carta puebla a Llanes como un modo de potenciar las defensas de estas tierras. Más tarde Alfonso X el Sabio concede nuevo fuero a la villa. Todo el núcleo estaba rodeado por una muralla lo que indica su carácter defensivo. Dicha muralla, iniciada por Alfonso X, se termina en el siglo XV. Este núcleo se consolida rápidamente entre los siglos XIII y XIV, donde ya tenía entre 1000 y 1500 habitantes trasladándose a Llanes las funciones administrativas y militares. Alfonso XI les concede el privilegio de hacer dos ferias anuales, también este rey les concede su propio alfolí de la sal, ya que Llanes por estas fechas tenía un pujante puerto. Sus naves llaniscas llegaban a los puertos andaluces, portugueses, franceses, flamencos o ingleses. Este privilegio fue rescindido por los Reyes Católicos en 1493. En esta época en el término concejil de Llanes su ganadería y agricultura era un pilar muy básico en su economía.
En los siglos XIII y XIV, este concejo mantendría relaciones de hermandad con otras villas de León y Castilla como un modo de defensa frente a la nobleza, ya que esta villa pasaría por distintas manos, así Enrique II la pasaría a su hijo bastardo don Alfonso, conde de Noreña. Después de varias disputas entre el conde y la corona, este es vencido y el concejo de Llanes recupera su condición de concejo de realengo.
En el siglo XV, Juan II donó esta villa y la de Ribadesella a Diego Fernández de Quiñónez, en compensación por la confiscación de otras villas suyas, esta familia sería expulsada de Asturias por el futuro rey Enrique IV debido a sus disputas constantes con la corona, incorporándose de nuevo al realengo con los Reyes Católicos en 1490. En estas fechas Llanes, sufrió dos grandes incendios.
En los siglos XVI y XVII, destaca la gran influencia del monasterio benedictino de Celorio y del gran florecimiento de la actividad pesquera y comercial que vivió el puerto llanisco.
En el siglo XVIII, la economía de la villa empezó un declinar, en parte debido a las continuas guerras y por la institución de la matrícula para la Real Armada que se llevaba a la gente del mar, para servir en la Armada Real.

### Edad Contemporánea
En el siglo XIX, con la guerra de la Independencia las tropas francesas entraron en Llanes y las hostilidades comenzaron enseguida estando al mando de las tropas llaniscas don Blas de Posada. En 1809 las tropas francesas entraron en Llanes quemando su archivo y el palacio de los duques de Estrada. Llanes fue cayendo varias veces en poder francés durante este siglo, destacando la batalla del río Purón. El trienio liberal trajo que algunas parroquias se constituyeran como ayuntamiento independiente. A mediados de este siglo hay que destacar la gran emigración llanisca a Ultramar. El final de este siglo nos deja la realización de varias obras como el paseo de San Pedro (construido en 1847), el hospital municipal, el mercado cubierto, etc.

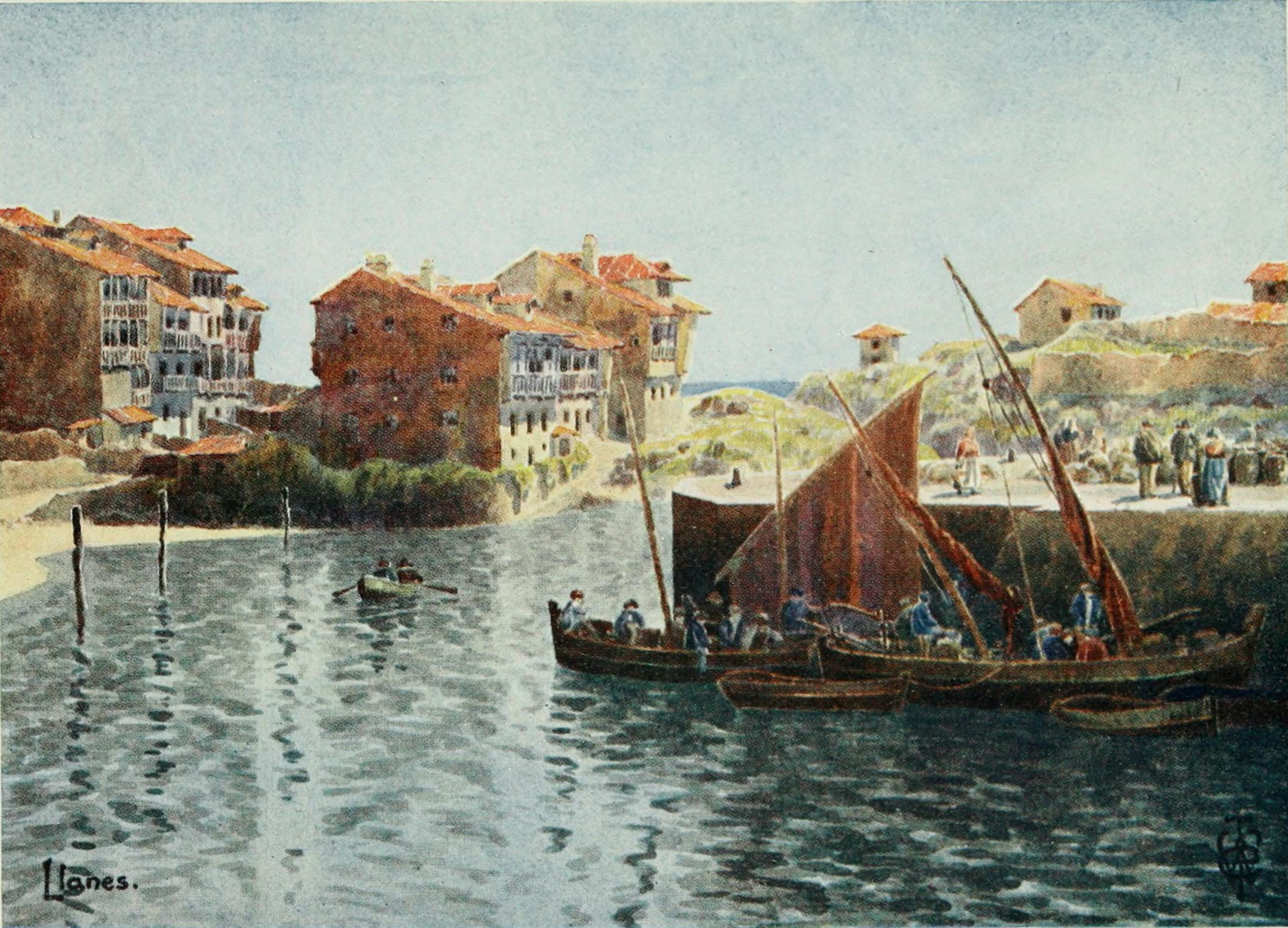
Vista de Llanes hacia comienzos del

En el siglo XX, la actividad industrial era escasa. Durante la guerra civil española, se libraron importantes combates en las cumbres de los montes llaniscos. Las tropas republicanas fueron derrotadas y el concejo en manos frente populistas sería conquistado por las tropas de Franco.

### Los tejeros

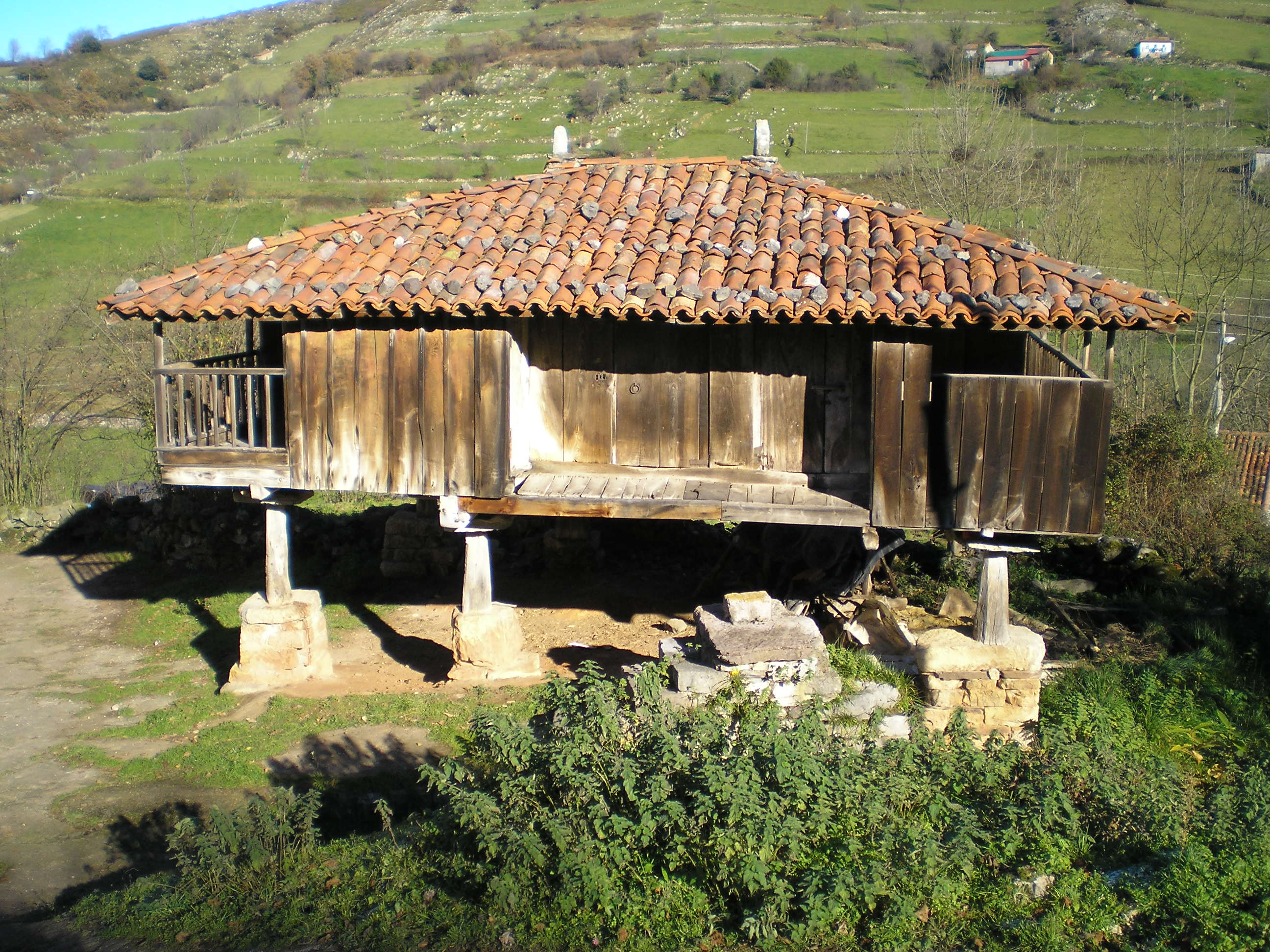
Panera asturiana con cubierta de teja

En Llanes se formaron unos profesionales de la teja de ladrillo que llegaron a ser muy populares y cuyo trabajo era apreciado y requerido no solo en Asturias sino también en León. Salían de esta localidad en grupos o cuadrillas en el mes de mayo para dirigirse a las brañas o aldeas que habían solicitado su faena; regresaban al hogar en el mes de septiembre. Llevaban consigo las herramientas necesarias para la fabricación de las tejas que se producían en el mismo lugar donde tenían el pedido. La gente de las aldeas o de las brañas ayudaba cortando el vegetal para la combustión en el horno y llevaban el barro necesario. Los tejeros fabricaban de forma intensiva tejas, ladrillos y si era necesario también baldosas. La presencia de estos tejeros está relacionada con el retroceso del uso de los teitos vegetales. Muchas de las cabañas que necesitaban un teito nuevo eran cubiertas con teja pues empezaba a haber grandes dificultades para encontrar buenos teiteros.
Entre el grupo de tejeros se encontraban maestros, oficiales y aprendices. Igual que suele ocurrir en la mayoría de los oficios especiales, estos trabajadores llegaron a tener su propia jerga, conocida con el nombre de xíriga.
La existencia de los tejeros de Llanes aparece documentada en siglo XVIII en el Catastro de Ensenada donde se hace un recuento de 950 tejeros:

Hay muchos trabajadores del campo que todos los años se ocupan de la fábrica de teja, desde mediados de mayo hasta mediados de septiembre.

## Demografía
Llanes cuenta con una población de 13 549 habitantes (INE 2024).
| Gráfica de evolución demográfica de Llanes entre 1842 y 2021                                                        |
| |
| Población de derecho según los censos de población del INE Población de hecho según los censos de población del INE |

Con una población de 13 759 habitantes ha sufrido diferentes cambios. En 1900 su población era de 18 781 habitantes, alcanzando su punto máximo en 1920 con 24 999 habitantes. A partir de esta fecha empezó una pérdida de población que representó casi la mitad de sus efectivos.
Esta dinámica de emigración de 1920 tiene por destino países de ultramar entre los que destacaremos México y Venezuela, donde son famosas las colonias llaniscas en este país. Luego la emigración cambió debido a nuevas ofertas de trabajo que había en las zonas industrializadas del centro de la provincia, aunque también hubo una fuerte emigración hacia Madrid. Es poco conocida la emigración llanisca a los pueblos de los municipios costeros montañosos de Val de San Vicente y San Vicente de la Barquera, siendo poco numerosa en cantidad absoluta pero importante y singular ya que el alto porcentaje de personas de origen llanisco en el total de población de estos dos municipios costeros es de gran importancia.
El mayor problema de la población de Llanes es su envejecimiento, las personas mayores de 60 años son más del 30 % de la población, teniendo muy poca población joven.
La mayoría de los habitantes del concejo viven en la zona costera, en la cual la villa más grande es la propia Llanes, con una población de unos 4000 habitantes de 13 000 que tiene dicho concejo; aunque durante el verano la población total del concejo se multiplica.

## Comunicaciones
- Autovía del Cantábrico (A-8): Atraviesa el concejo en dirección este-oeste, pegada al litoral, permitiendo una rápida comunicación del mismo.
- Carretera nacional N-634: alternativa a la autovía entre los pK 286 y 301, siendo sustituida por dicha autovía hasta el municipio de Ribadesella.
- Carretera AS-115: conecta Posada con la carretera AS-114 en Cabrales.
- Carretera AS-340: conecta Nueva con el municipio de Cangas de Onís.
- Carretera AS-379: une Llanes con Ribadesella.

## Economía
Su economía está basada en el sector terciario, destacando el potente sector servicios que solo en temporada de verano ocupa a un gran número de habitantes, no en vano se considera a Llanes como una de las capitales turísticas de Asturias. La economía del sector está basada también en la agricultura, ganadería y la pesca, generando esta una pequeña industria de conservas y salazones.

### Evolución de la deuda viva
El concepto de deuda viva contempla solo las deudas con cajas y bancos relativas a créditos financieros, valores de renta fija y préstamos o créditos transferidos a terceros, excluyéndose, por tanto, la deuda comercial.
| Gráfica de evolución de la deuda viva del Ayuntamiento entre 2008 y 2023                         |
|                                                                                                  |
| Deuda viva del Ayuntamiento de Llanes, en miles de euros, según datos del Ministerio de Hacienda |

La deuda viva municipal por habitante en 2014 ascendía a 556,45 €.

## Administración y política

### Gobierno municipal
En el concejo de Llanes, desde 1979, el partido que más tiempo ha gobernado ha sido el PSOE (véase lista de alcaldes de Llanes). El actual alcalde de Llanes es Enrique Riestra Rozas (2015-) de la candidatura independiente Vecinos por Llanes. Llegó a la alcaldía a través de un pacto entre FORO, Vecinos por Llanes, PP e IU desbancando al PSOE que en las anteriores elecciones ya perdió la mayoría absoluta. Tras las elecciones municipales del 26 de mayo de 2019, aunque el PSOE subió un concejal, el alcalde volvió a ser investido previo acuerdo de las cuatro fuerzas políticas.
| Periodo   | Nombre                            | Partido | Partido                                    |
| --------- | --------------------------------- | ------- | ------------------------------------------ |
| 1979-1983 | José Enrique Rozas Guijarro       |         | Unión de Centro Democrático (UCD)          |
| 1983-1987 | José Enrique Rozas Guijarro       |         | Alianza Popular (AP)                       |
| 1987-1993 | Antonio Ramón María Trevín Lombán |         | Federación Socialista Asturiana (FSA-PSOE) |
| 1993-1999 | Manuel Esteban Miguel Amieva      |         | Federación Socialista Asturiana (FSA-PSOE) |
| 1999-2004 | Antonio Ramón María Trevín Lombán |         | Federación Socialista Asturiana (FSA-PSOE) |
| 2004-2015 | María Dolores Álvarez Campillo    |         | Federación Socialista Asturiana (FSA-PSOE) |
| 2015-act. | Enrique Riestra Rozas             |         | Vecinos por Llanes (VxL)                   |

| Partido político    | Partido político                                                                                | 1979   | 1983   | 1987   | 1991   | 1995   | 1999   | 2003   | 2007   | 2011   | 2015   | 2019   | 2023   |
| Partido político    | Partido político                                                                                | Ediles | Ediles | Ediles | Ediles | Ediles | Ediles | Ediles | Ediles | Ediles | Ediles | Ediles | Ediles |
|                     | Federación Socialista Asturiana (FSA-PSOE)                                                      | 7      | 8      | 10     | 11     | 9      | 10     | 9      | 10     | 9      | 7      | 8      | 8      |
|                     | Foro Asturias (FAC)                                                                             | —      | —      | —      | —      | —      | —      | —      | —      | 5      | 4      | 2      | 0      |
|                     | Alianza Popular (AP)-Partido Popular (PP)                                                       | 2      | 9      | 5      | 5      | 6      | 6      | 7      | 7      | 3      | 2      | 2      | 3      |
|                     | Partido Comunista de España (PCE)-Izquierda Unida (IU)-Bloque por Asturies (BA)-Los Verdes (LV) | —      | —      | —      | —      | 1      | 1      | 1      | —      | —      | 1      | 1      | 0      |
|                     | Unión de Centro Democrático (UCD)-Centro Democrático y Social (CDS)                             | 8      | —      | 2      | 1      | —      | —      | —      | —      | —      | —      | —      | —      |
|                     | Unión Llanisca Independiente (ULLI)                                                             | —      | —      | —      | —      | 1      | —      | —      | —      | —      | —      | —      | —      |
|                     | Vecinos por Llanes (VxL)                                                                        | —      | —      | —      | —      | —      | —      | —      | —      | —      | 3      | 4      | 6      |
| Total de concejales | Total de concejales                                                                             | 17     | 17     | 17     | 17     | 17     | 17     | 17     | 17     | 17     | 17     | 17     | 17     |

### Organización territorial
Las parroquias que conforman el municipio son:
| Parroquia            | Habitantes (2014) | Varones | Mujeres | Superficie (km²) |
| -------------------- | ----------------- | ------- | ------- | ---------------- |
| Andrín               | 166               | 80      | 86      | 5,45             |
| Ardisana             | 335               | 163     | 172     | 25,61            |
| Barro                | 480               | 243     | 237     | 9,42             |
| Caldueño             | 203               | 104     | 99      | 17,40            |
| Carranzo             | 133               | 72      | 61      | 5,45             |
| Celorio              | 409               | 201     | 208     | 1,93             |
| Cue                  | 258               | 123     | 135     | 1,84             |
| Hontoria             | 363               | 184     | 179     | 5,77             |
| La Borbolla          | 159               | 83      | 76      | 10,53            |
| Llanes               | 5353              | 2548    | 2805    | 12,04            |
| Los Callejos         | 66                | 25      | 41      | 2,94             |
| Los Carriles         | 93                | 45      | 48      | 3,44             |
| Malatería            | 46                | 25      | 21      | 1,32             |
| Meré                 | 140               | 66      | 78      | 5,77             |
| Naves                | 185               | 88      | 97      | 6,99             |
| Nueva                | 754               | 350     | 404     | 27,13            |
| Parres               | 397               | 207     | 190     | 19,74            |
| Pendueles            | 225               | 123     | 102     | 7,99             |
| Poo                  | 392               | 194     | 198     | 4,05             |
| Porrúa               | 408               | 202     | 206     | 8,70             |
| Posada de Llanes     | 1756              | 866     | 890     | 16,40            |
| Pría                 | 461               | 232     | 229     | 10,83            |
| Purón                | 37                | 14      | 23      | 11,84            |
| Rales                | 76                | 38      | 38      | 2,63             |
| San Roque del Acebal | 363               | 184     | 179     | 4,06             |
| Tresgrandas          | 62                | 33      | 29      | 3,04             |
| Vibaño               | 370               | 179     | 191     | 9,91             |
| Vidiago              | 270               | 128     | 142     | 17,92            |

## Cultura

### Patrimonio

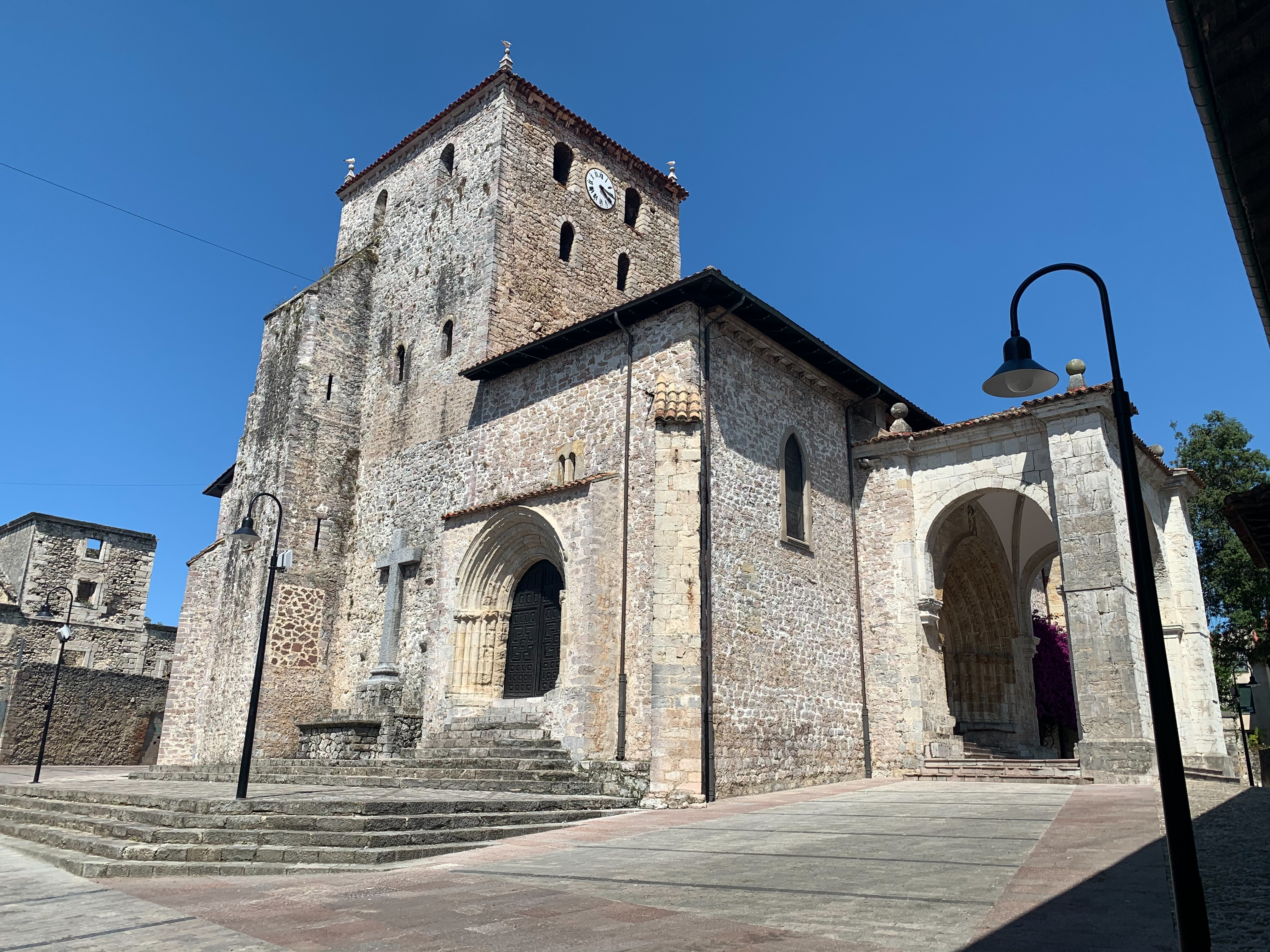
Basílica de Santa María del Concejo

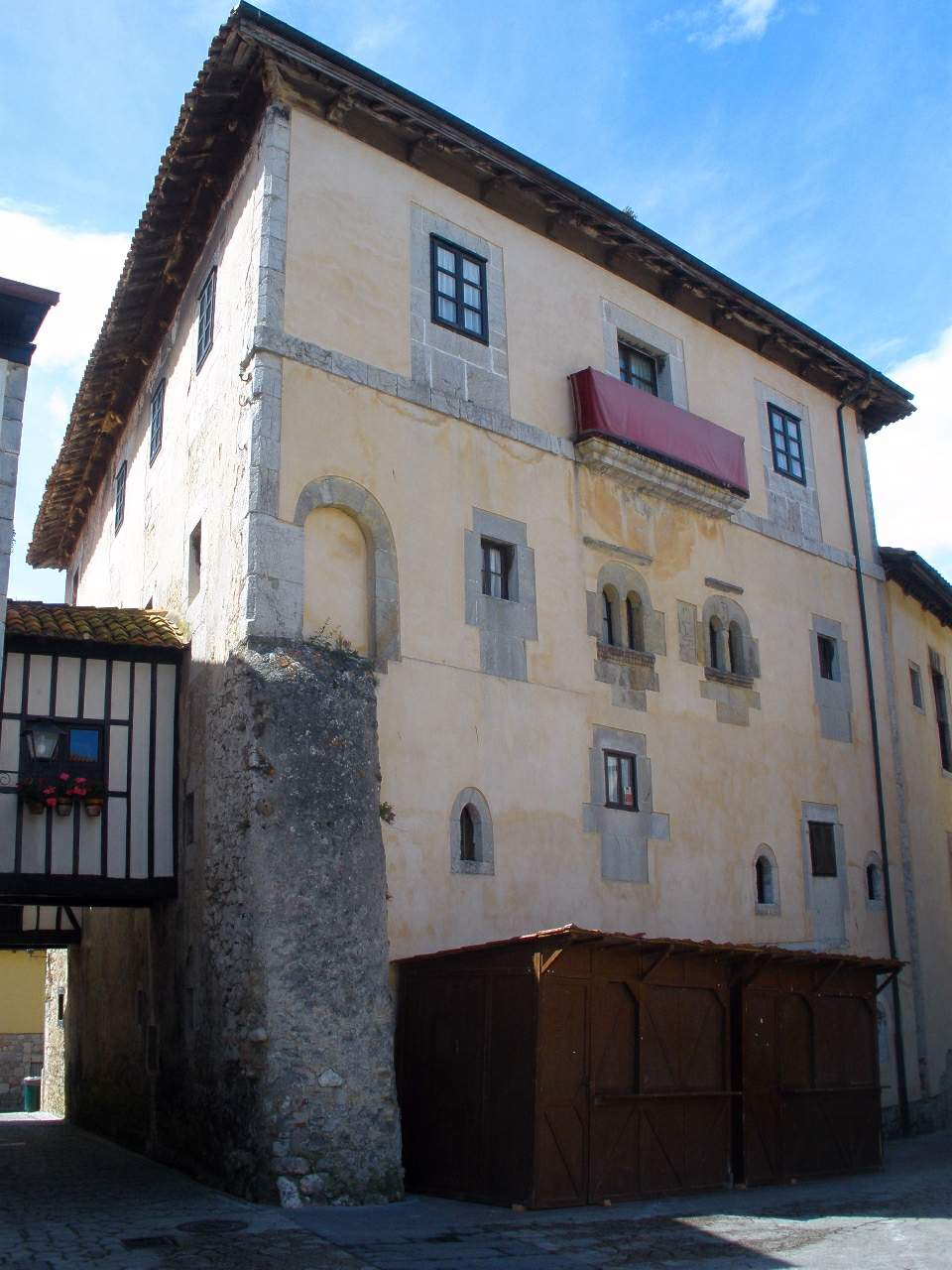
Palacio de Gastañaga

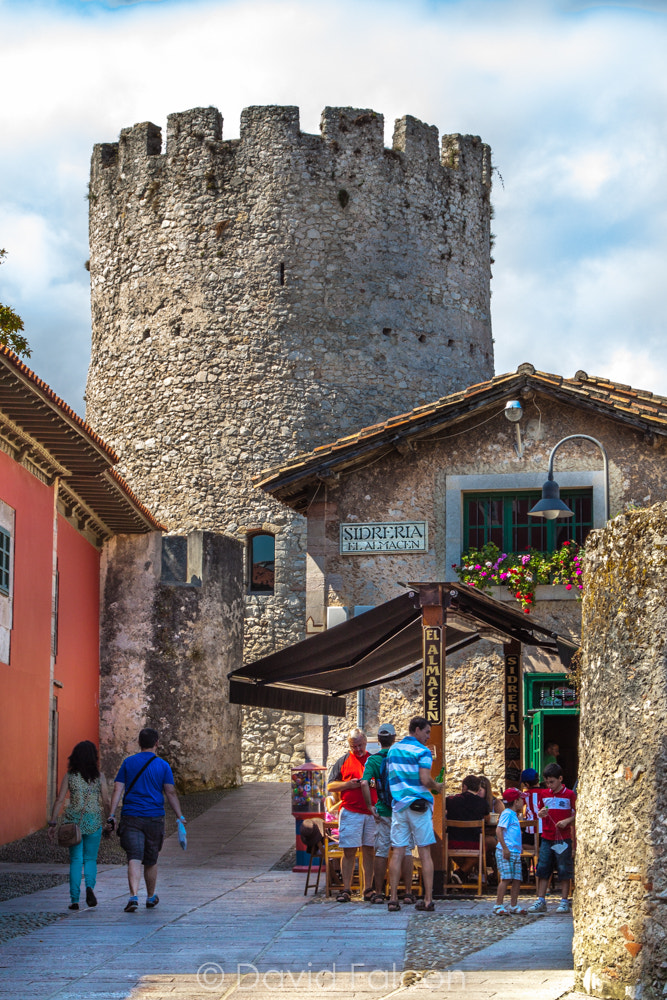
Torreón de Llanes

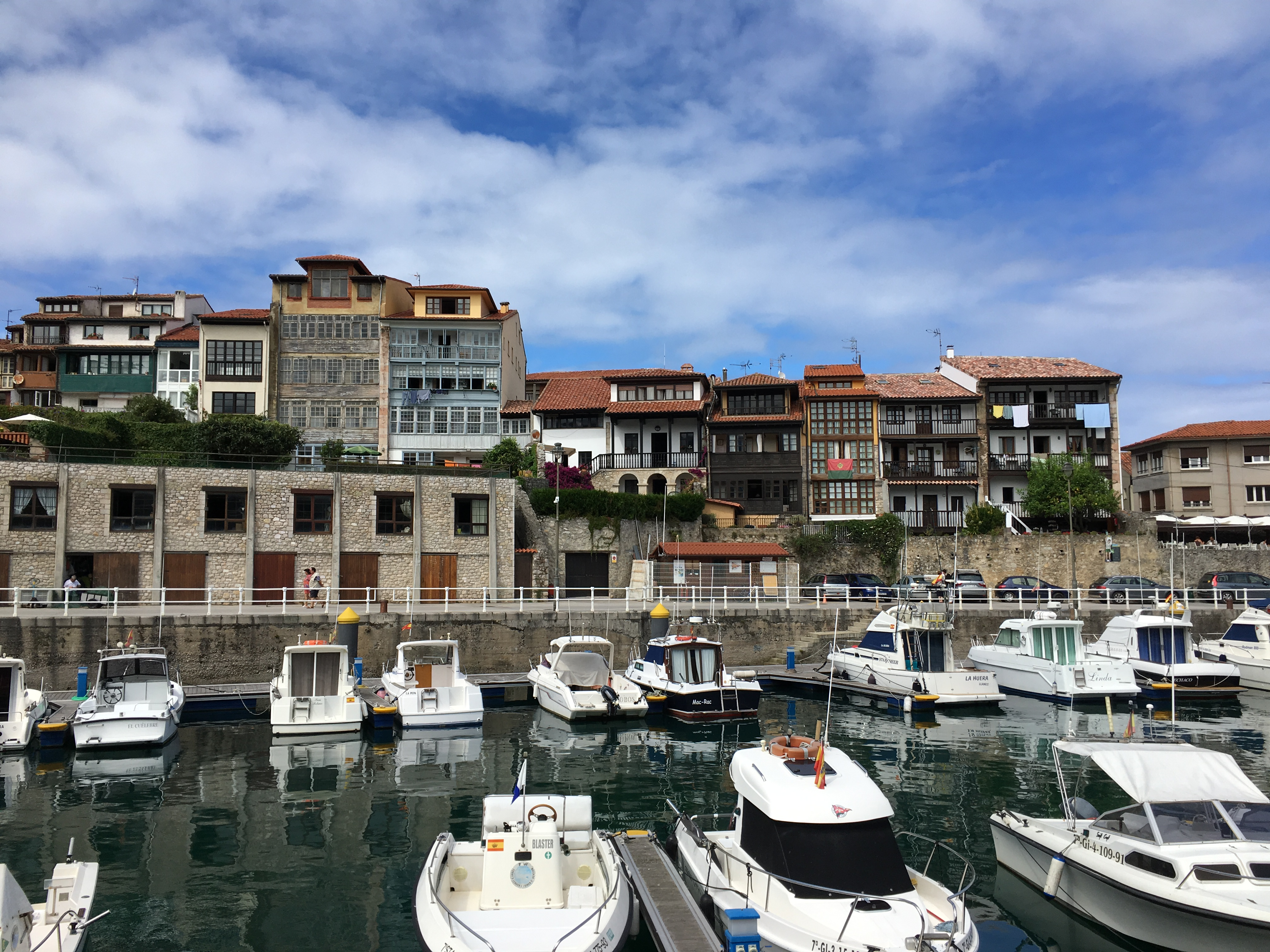
Puerto de Llanes

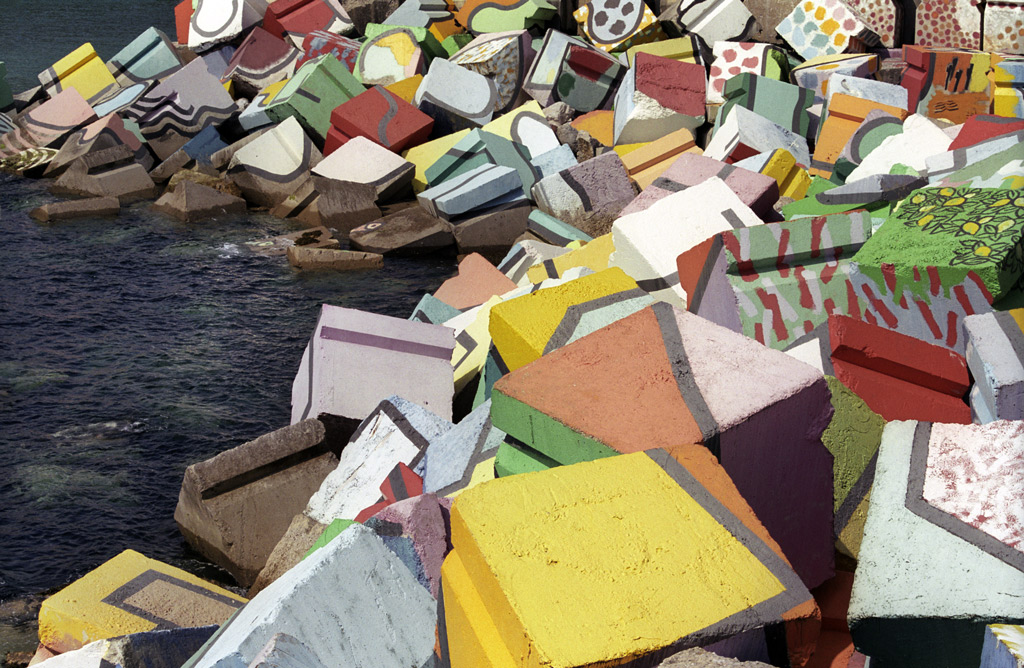
Cubos de la Memoria

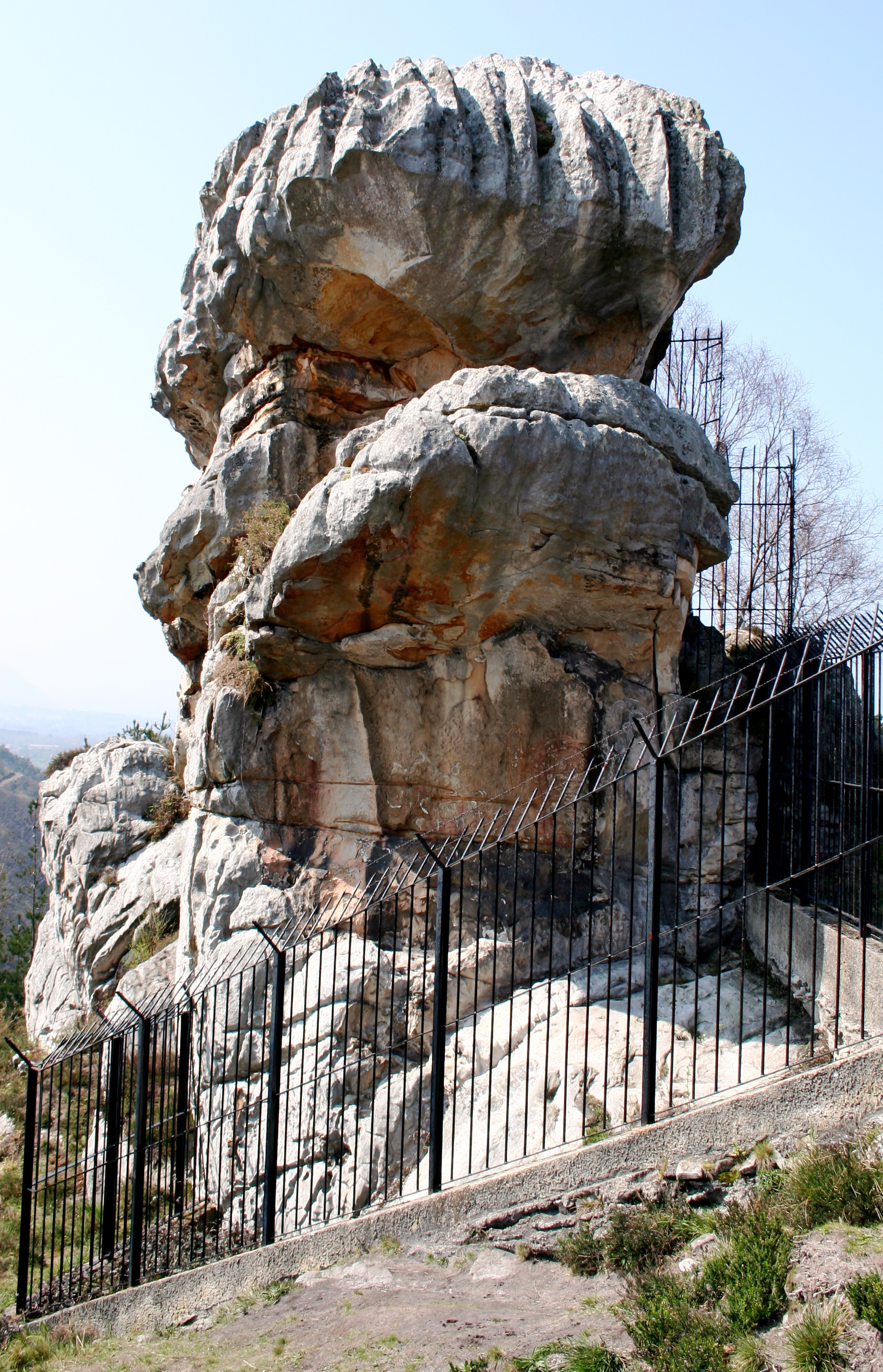
Roca donde se encuentra el Ídolo de Peña Tú

Tanto su concejo como su villa tienen un patrimonio artístico extensísimo en iglesias, casonas, palacios o casas. Entre las que destacan:
- El palacio del conde de la Vega del Sella, del siglo XVIII. Es una cuidada residencia barroca, hoy alberga un museo privado sobre las excavaciones realizadas por don Ricardo Duque de Estrada. Se organiza en torno a un patio central. Es Monumento Histórico Artístico.
- El torrexón de los Posada, ejemplo de la arquitectura civil tardomedieval. Edificio de planta rectangular y dos pisos. Construido en aparejo de mampostería, salvo en las esquinas y ventanas que está reforzado con sillares.
- La iglesia de San Salvador, de la que solo quedan restos de dos fases constructivas de los siglos XII y XIII, una es una torre y una sencilla puerta a los pies. La torre es de tres plantas de carácter hermético, los diferentes pisos están marcados por líneas de impostas. Cada tramo tiene un sistema de luces según su función, cuatro saeteras para los dos primeros niveles que cobijan la escalera y en el superior grandes vanos de medio punto sobre impostas. El ingreso a la torre se hace a través de la sacristía que pertenece a un templo completamente renovado en los siglos XVII y XVIII. La portada occidental es un elemento del primitivo templo, del románico tardío. Su estructura es un arco ligeramente apuntado sobre una imposta lisa y con jambas desornamentadas, con un guardapolvo con molduras de zig-zag sobre la rosca del arco y el guardapolvo. Llama la atención la sobriedad de la entrada, que más parece un diseño para una entrada secundaria.
- El palacio de los duque de Estrada del siglo XVII, palacio barroco de grandes dimensiones, tiene dos torres cuadradas en los extremos de la fachada principal. Está en ruina desde el incendio de 1809. Del edificio destaca un espléndido pórtico oriental de excelente cantería abierta a dos niveles de arquerías sobre pilares.
- El convento de las monjas agustinas, hoy hotel. Se conserva su sencilla fachada de la portería y el frontis monumentalizado de acceso al templo. La capilla es el actual comedor, y es de nave única dividida en cuatro tramos alineados. El presbiterio es cuadrado y abovedado en arista. En su articulación interna encontramos arcos semicirculares, pilastras toscanas y entablamento con pirámides.
- El monumento dedicado a Egidio Gavito Bustamante, alcalde y benefactor de Poo. Situado en uno de los extremos de la plazoleta de la iglesia de San Vicente. Es una plataforma en hemiciclo y en el centro un pedestal cúbico sobre base escalonada donde se erige la estatua. Es una imagen que contempla el acontecer del pueblo, está en una postura descuidada muy realista con un tratamiento casi fotográfico del detalle.
- El palacete de Sinforiano Dosal, antigua vivienda del conde de Santa Engracia y su familia, construido por Miguel de la Guardia en 1909. Es de estilo ecléctico cosmopolita. El edificio son dos cuerpos rectangulares y paralelos. El alzado está marcado por dos pisos y cinco calles, la central se destaca por su cuerpo donde se vertebran buhardilla y balcón acristalado formando un porche con apeo en columnas terciadas.
- La casa de los Leones, villa Flora, es de 1906, del indiano Manuel García de estilo ecléctico cosmopolita. Su estructura es de volumen único, sótano, dos alturas y tres buhardillas que están articuladas en tres de las cuatro caras del edificio. Emplea gran variedad de materiales que la proporciona un cromatismo estimable.
- La Rula de 1935 realizada por J. Ortiz. Su volumen está escalonado en sección poligonal y rotonda unidos por escalera.
- La sociedad Casino Teatro es del arquitecto Juan Álvarez Mendoza. Su estructura es cúbica, asentada sobre un amplio zócalo y abierto a la calle por tres grandes arcos. La fachada está franqueada por dos torres que delimitan la terraza oculta por el antepecho. Es una obra desmesurada y está declarada Monumento Histórico Artístico.
- Destacan también dos monumentos contrapuestos: un monolito que homenajea a los republicanos caídos en la guerra civil española y otro en recuerdo de la Legión Cóndor nazi que también actuó en dicha contienda.[12]
- Palacio de los Mendoza Cortina, una de las casas de indianos más espectaculares del concejo, finalizada en 1885.
- Palacio del Partarríu, otro ejemplo de casona de indianos, finalizada en 1899.

#### Conjunto monumental de la villa de Llanes
Llanes es una villa costera asturiana con destacados monumentos históricos y tradiciones notables. Puerto pesquero tradicional, una placa conmemora a los 65 marineros que embarcaron en cuatro galeras para formar parte de la Armada Invencible contra Inglaterra en el mes de julio de 1588. Fundada en la Baja Edad Media, en 1206, Alfonso IX concede a la villa un fuero que fue refrendado por los sucesivos reyes hasta Felipe V. La villa conserva parte de su lienzo amurallado y en su espacio intramuros (casco histórico) se localizan importantes monumentos, caso de:
- La basílica de Santa María del Concejo (portada románica, interior gótico).
- La casa de Rivero.
- El palacio del conde de la Vega de Sella.
- El palacio de El Cercado (levantado por el obispo Junco Posada).

Extramuros de la villa se sitúan:
- El antiguo convento de la Encarnación (fundado a mediados del siglo XVII por las monjas Agustinas Recoletas).
- El edificio del Casino (inicios de siglo XX).
- Numerosas casas modernistas situadas en el antiguo extrarradio este de la villa (antigua calle de La Concepción, hoy calle Pidal).

Otras edificaciones de oficio religioso, son:
- La capilla de Santa María Magdalena, de los siglos XII-XIII.
- La capilla de Nuestra Señora la Virgen de Guía, del siglo XVI.
- La Capilla de Santa Ana.
- La capilla de San Roque (que formaba parte del Hospital de Peregrinos).

Hoy, Llanes sigue siendo un puerto de pesca activo, con su economía sostenida por el turismo (sobre todo por los visitantes del resto de España) durante el verano. La villa tiene una buena selección de tiendas y restaurantes tradicionales, tanto en la misma villa como en sus alrededores, y la zona de copas está muy animada en las noches de verano. Tres playas y un paseo espectacular sobre el acantilado, el paseo de San Pedro, añaden encanto a la atmósfera costera.
Además, cabe destacar una obra de reciente realización, los Cubos de la Memoria del pintor vasco Agustín Ibarrola. Se trata de una original idea, un tanto discutida, en la línea de Ibarrola, que consistió en pintar con diversos motivos los bloques de hormigón que protegen el puerto de la villa.
El viejo teatro (El Teatro Benavente), fue derribado hace algunos años; se encontraba construido sobre el río como un viejo molino; insólito para un teatro.
Aparte de los monumentos que se puedan ver, una visita por las callejuelas de la ciudad es siempre agradable.
Cerca de Llanes está el pueblo de Porrúa, famoso por conservar sus tradiciones rurales, galardonado con el premio Pueblo Ejemplar de Asturias. Dispone de un museo, el Museo Etnográfico del Oriente de Asturias.

### Turismo
Las tradiciones, la gastronomía y las fiestas de la región son famosas por su colorido e historia. Llanes es un municipio de gran atractivo turístico, a consecuencia del cual se ha generado en los últimos años un notable crecimiento urbanístico, impulsado por su propio ayuntamiento, con preocupantes efectos ambientales y paisajísticos, que han supuesto, entre otros, la desaparición o grave alteración de sus paisajes más emblemáticos, caso de La Talá, San José, Tieves, Camplengu, etc.
También se pueden destacar todas las playas del concejo, que están enmarcadas en las playas de la Costa Verde Asturiana, la cual está considerada paisaje protegido, desde el punto de vista medioambiental. Por este motivo la Costa Verde Asturiana está integrada, según información del Ministerios de Agricultura, Alimentación y Medio Ambiente, en el Paisaje Protegido de la Costa Oriental de Asturias. Y entre ellas no se puede dejar de nombrar la playa de El Sablón, que se encuentra en el propio caso urbano de Llanes, junto al paseo de San Pedro y a los restos del castillo.

### Deporte
El concejo de Llanes cuenta con numerosos clubes deportivos (la categoría está actualizada a la temporada 2017-18):
| Equipo                               | Localidad        | Deporte        | Categoría                       | Nivel | Estadio                                                    |
| ------------------------------------ | ---------------- | -------------- | ------------------------------- | ----- | ---------------------------------------------------------- |
| Club Deportivo Básico Despega Llanes | Llanes           | Rugby Patinaje |                                 |       | Polideportivo municipal de Llanes                          |
| Club Baloncesto Crossover Llanes     | Llanes           | Baloncesto     | Segunda Autonómica              | 7     | Polideportivo municipal de Llanes                          |
| Urraca Club de Fútbol                | Posada de Llanes | Fútbol         | Femenino Regional               | 3     | Campo de fútbol municipal La Corredoría (Posada de Llanes) |
| Club Deportivo Llanes                | Llanes           | Fútbol         | 3.ª División                    | 4     | Campo municipal de San José                                |
| Urraca Club de Fútbol                | Posada de Llanes | Fútbol         | Regional Preferente de Asturias | 5     | Campo de fútbol municipal La Corredoría (Posada de Llanes) |
| CD Aguilar Balompié                  | Bricia (Llanes)  | Fútbol         | Segunda Regional de Asturias    | 7     | Campo de fútbol municipal La Corredoría (Posada de Llanes) |
| CD San Jorge                         | Nueva (Llanes)   | Fútbol         | Segunda Regional de Asturias    | 7     | Campo municipal El Ereba (Nueva de Llanes)                 |
| Club Deportivo Llanes                | Llanes           | Fútbol sala    | Primera División Regional       | 6     | Polideportivo municipal de Llanes                          |
| AD Playas de Llanes                  | Llanes           | Voleibol       | Segunda Asturiana               |       | Polideportivo municipal de Llanes                          |
| Club Oriente Atletismo               | Posada de Llanes | Atletismo      |                                 |       | Campo de fútbol municipal La Corredoría (Posada de Llanes) |

Además de las entidades que aparecen en la tabla, existe la escuela de Vóley 9x18 Llanes, que también tiene una sede en el vecino concejo de Ribadedeva. Por otro lado, el Club Baloncesto Crossover Llanes se fundó en 2014, sustituyendo al desaparecido Club Baloncesto Llanes.

### Fiestas

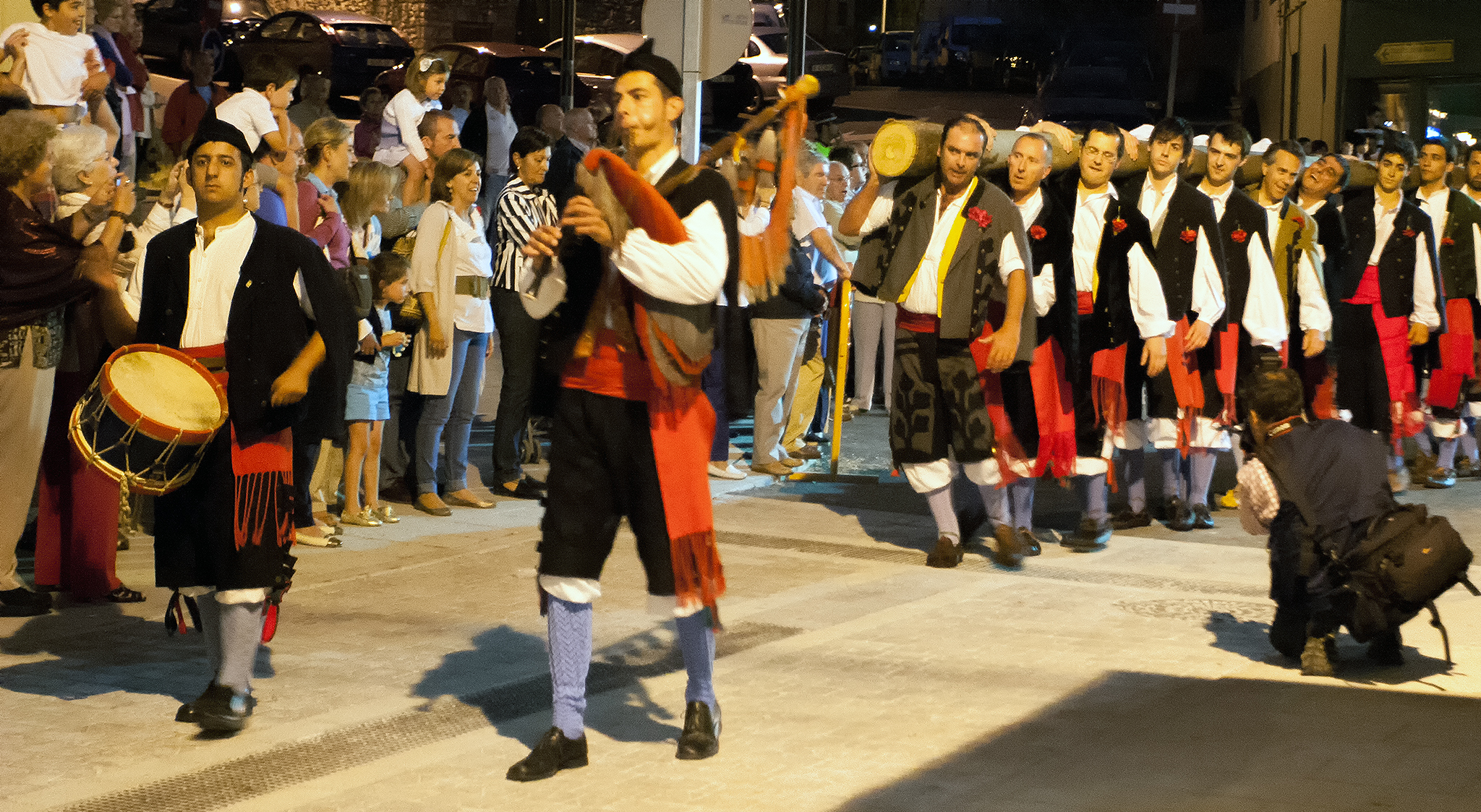
Fiestas de la Magdalena

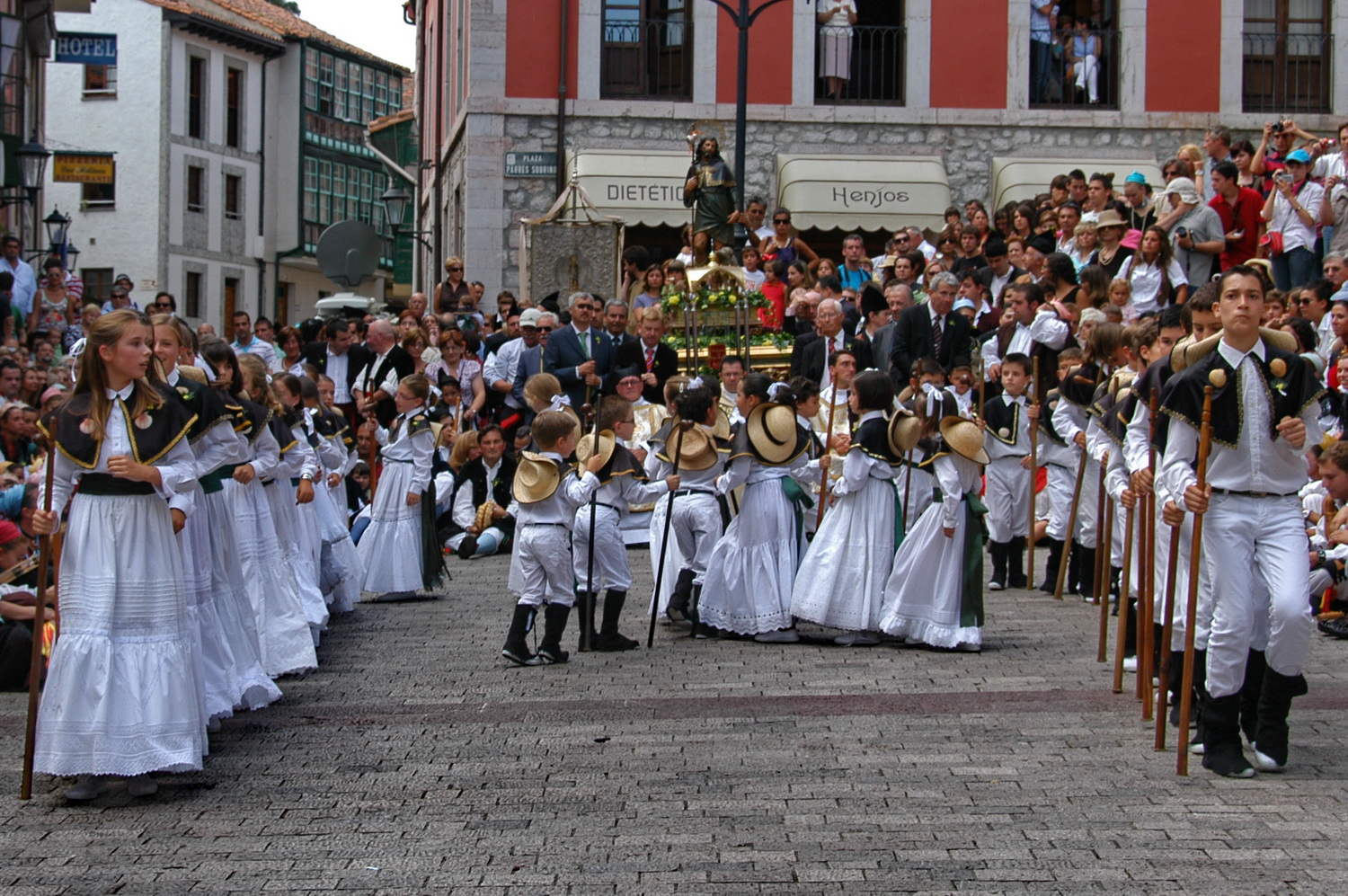
San Roque

En la capital del concejo, tres bandos se ocupan de organizar independientemente los tres grandes festejos de la villa a lo largo del verano.
En julio se celebra La Magdalena y Santa Ana, en agosto la Fiesta de San Roque (Llanes) y en septiembre La Guía, siendo las cuatro festividades muy concurridas y populares en la villa de Llanes y pueblos aledaños. Aunque la patrona de la Villa es Nuestra Señora del Conceyu, celebrada el 15 de agosto. Los tres bandos tienen una conocida rivalidad histórica entre sí, cada uno con sus adeptos entre la población llanisca, y todos intentan cada año tener las mejores fiestas.
También es muy popular la fiesta de Santa Ana que se celebra el 26 de julio, donde las cofradías marineras sacan en procesión por mar a la imagen de Santa Ana, se ofrece una oración y unas coronas de flores como recuerdo a los marineros fallecidos y, de vuelta a la capilla finaliza todo con la tradicional Danza Prima.
Además, desde 2002 se viene realizando un nuevo evento durante los últimos días de octubre o primeros de noviembre, con el fin de atraer gente a la villa más allá de la temporada estival. Se trata de Llanes al Cubo, también llamada La folixa del tardíu, y su principal atractivo son los conciertos de música folk.
Por otro lado, en las distintas parroquias y localidades del concejo se celebran como es normal diversos festejos en honor de sus patrones, pero destaca especialmente La Hoguera (ast. H.oguera), consistente en la tala de un eucalipto del monte y plantación del mismo en el pueblo tras quitarle la corteza. Se celebra en varios pueblos, como Celorio, Balmori, Nueva, Villanueva de Pría o Pancar (donde se realiza todo el ritual sin otra ayuda que la de los vecinos). También gozan de gran fama la Noche de las Brujas (Las Bruxas) del pueblo de Barro, fiesta muy tradicional y popular en la que está muy presente la mitología asturiana; y la fiesta de la patrona Santa Ana de Naves, gracias a los conciertos gratuitos de intérpretes populares. También destaca La Sacramental de San Juan en Cué, con Las Alfombras de Flores y la gran cohetada, donde cada bando del pueblo compite cada año para ser el mejor.
Entre lo festivo y lo deportivo se puede encuadrar la disputa del Rally Villa de Llanes, una de las citas con más solera del Campeonato de España de rallyes de asfalto, que se viene disputando desde hace varias décadas por las carreteras del Oriente de Asturias, por las que se ha visto competir a pilotos destacados como Carlos Sainz, Alberto Hevia, Luis Climent, Jesús Puras o Daniel Sordo.

## Ciudades hermanadas
- Adeje, España
- Cuautla, México
- Tías, España
- Orosháza, Hungría